# 特萊豐灣

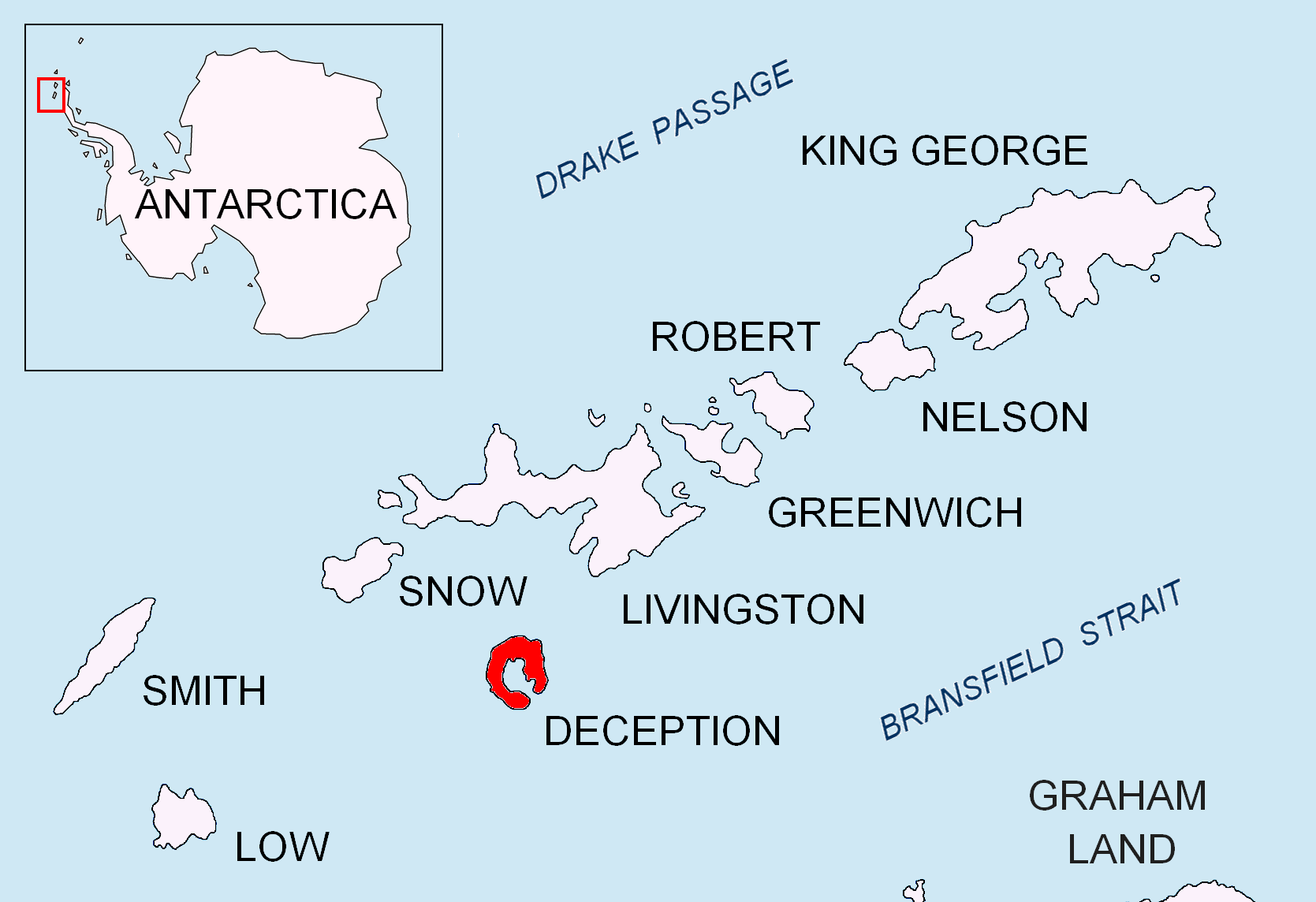

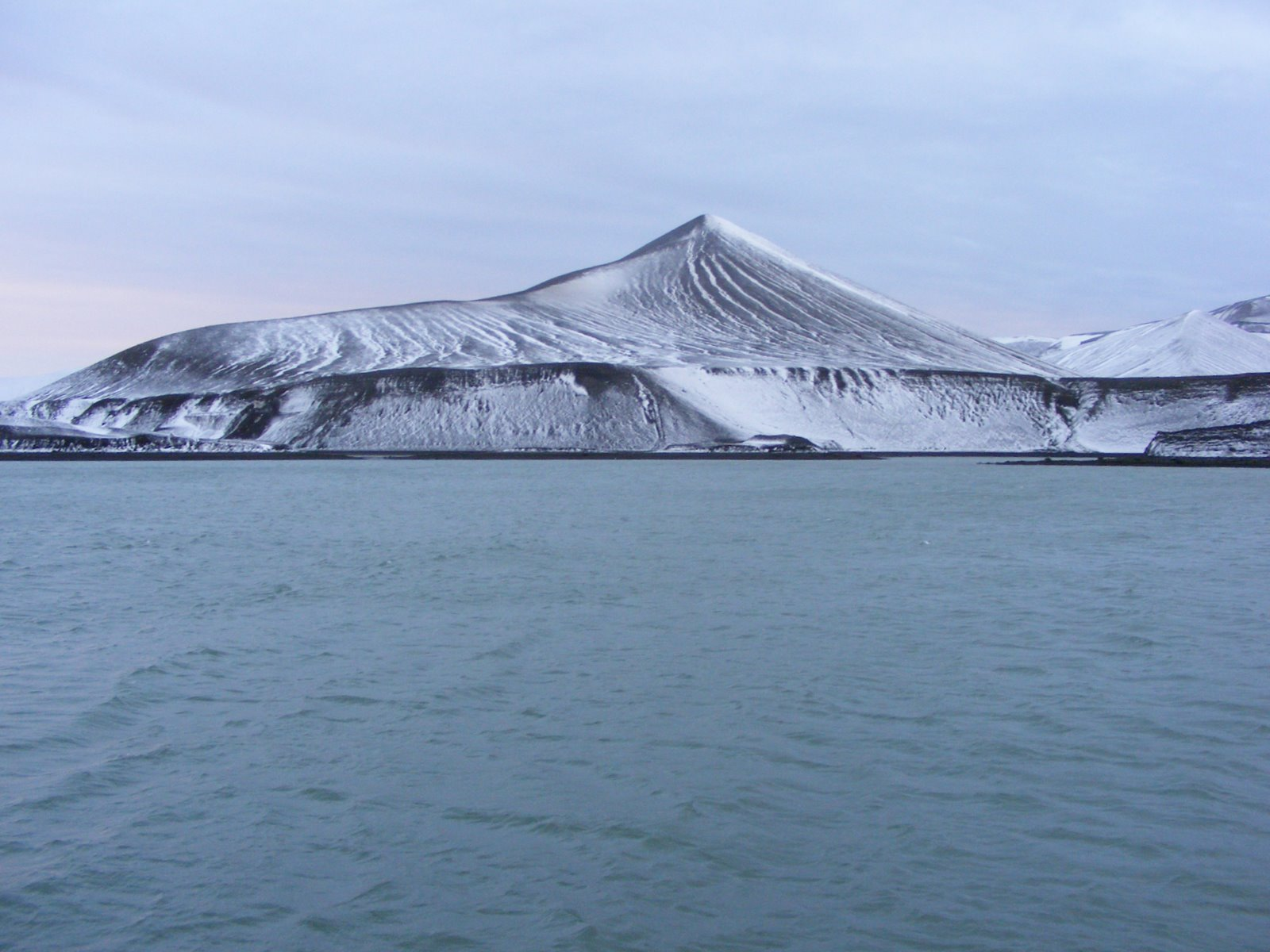

特萊豐灣是南極洲的海灣，位於南設得蘭群島的欺骗岛，處於福斯特港西北部，該海灣由法國探險隊繪入地圖，現時由南極條約體系管理。

## 外部連結
- SCAR Composite Antarctic Gazetteer（页面存档备份，存于）

62°56′S 60°40′W / 62.933°S 60.667°W